# Norsacce Berlusconi
Norsacce Berlusconi est un rappeur et chanteur franco-sénégalais, né dans le Val d'Oise (95). Il est membre du collectif 667 et du groupe CFR.

## Biographie

### Enfance et début
Norsacce Berlusconi naît dans le 95 puis déménage à Dakar. Il redéménage ensuite dans le Val-d'Oise, où il vit à Deuil-la-Barre et Soisy-sous-Montmorency.
Il rappe depuis 2008. Il fait partie des membres fondateurs du collectif 667 et du groupe CFR.

### De Dakar à DLB (2011)
Il sort son premier projet solo en 2011, De Dakar à DLB, dont le titre fait référence à son parcours, de Dakar à Deuil-la-Barre.

### Albums: Neonegro et RAR (2017-2018)
En 2017, il sort l'album Neonegro. En septembre 2018, il sort l'album RAR.

### Album: Marathon (2021)
En février 2021, il sort l'album Marathon. Produit par TN, Elouan Raptors, 2K, Flem et Congo Bill, il est grandement influencé par la UK drill et la trap. Son nom fait référence à la mixtape The Marathon de Nipsey Hussle.

### Album: Propaganda (2022)
En décembre 2022, il sort l'album Propaganda, dont la pochette est réalisée par David Delaplace.

## Style
Sa musique est dans le style trap,. Thésaurap l'estime « mélodieux par moments et violent par d'autres ». L'Abcdr du son qualifie sa voix de « singulière, quelque peu nasale ». Pour Moggopoly, il « développe musicalement une esthétique futuriste, choisissant des productions froide pour jouer avec un autotune métallique et agrémentées d'effets ». Le webzine remarque également une grande utilisation des rimes multisyllabiques. Artichaut Productions remarque que ses chansons ont régulièrement pour thème ses origines sénégalaises.